# Manettia reclinata
Manettia reclinata es una especie de plantas con flores perteneciente a la familia Rubiaceae. Es originaria de Centroamérica.

## Descripción
Son enredaderas que alcanzan un tamaño de hasta 4 m de alto, glabrescentes a estrigosas. Las hojas elípticas a ovadas, de 2–10 cm de largo y 1–5 cm de ancho, el ápice agudo a acuminado, la base cuneada a aguda, papiráceas, con nervios secundarios en 4–6 pares; pecíolos 2–20 mm de largo; estípulas de 1–2 mm de largo. Las inflorescencias con 1–3 flores, con pedúnculos 1–3 cm de largo, pedicelos 5–15 mm de largo; lobos calicinos 6–8, 5–14 mm de largo, lineares a triangulares, reflexos a recurvados; la corola glabra, rosada a rojo obscura, con tubo de 6–13 mm de largo, lobos 2–2.5 mm de largo, lanceolados. Los frutos en cápsulas obovoides, de 6–10 mm de diámetro.

## Distribución y hábitat
Es una especie ocasional en los bosques siempreverdes, que se encuentra a una altitud de 40–1400 metros, desde el sur de México hasta Brasil y en las Antillas.

## Taxonomía
Manettia reclinata fue descrita por Carlos Linneo y publicado en Mantissa Plantarum 2: 558, en el año 1771.
Sinonimia
| - Bouvardia havanensis (Kunth) A.Rich. - Bouvardia uniflora (Kunth) A.Rich. - Lygistum pleiodon (K.Schum.) Kuntze - Lygistum reclinatum (L.) Kuntze - Lygistum uniflorum (Kunth) M.Gómez - Manettia costaricensis Wernham - Manettia cuspidata Bertero ex Spreng. - Manettia havanensis Kunth | - Manettia orbifera Wernham - Manettia panamensis Duchass. & Walp. - Manettia pleiodon K.Schum. - Manettia seleriana Loes. - Manettia tarapotensis Wernham - Manettia tenuifolia Willd. ex Schult. & Schult.f. - Manettia uniflora Kunth - Nacibea reclinata (L.) Poir. - Nacibea uniflora (Kunth) Poir. |